# Могилёвлифтмаш
ОАО «Могилёвлифтмаш» (Могилёвский завод лифтового машиностроения; бел. ААТ «Магілёўліфтмаш», Магiлёўскi завод лiфтавага машынабудавання) — советский и белорусский производитель лифтов. Предприятие, основанное в 1969 году (постановлением Совета Министров СССР № 835 «О мероприятиях по увеличению производства лифтов и повышению их качества»), расположено в Могилёве (Беларусь).

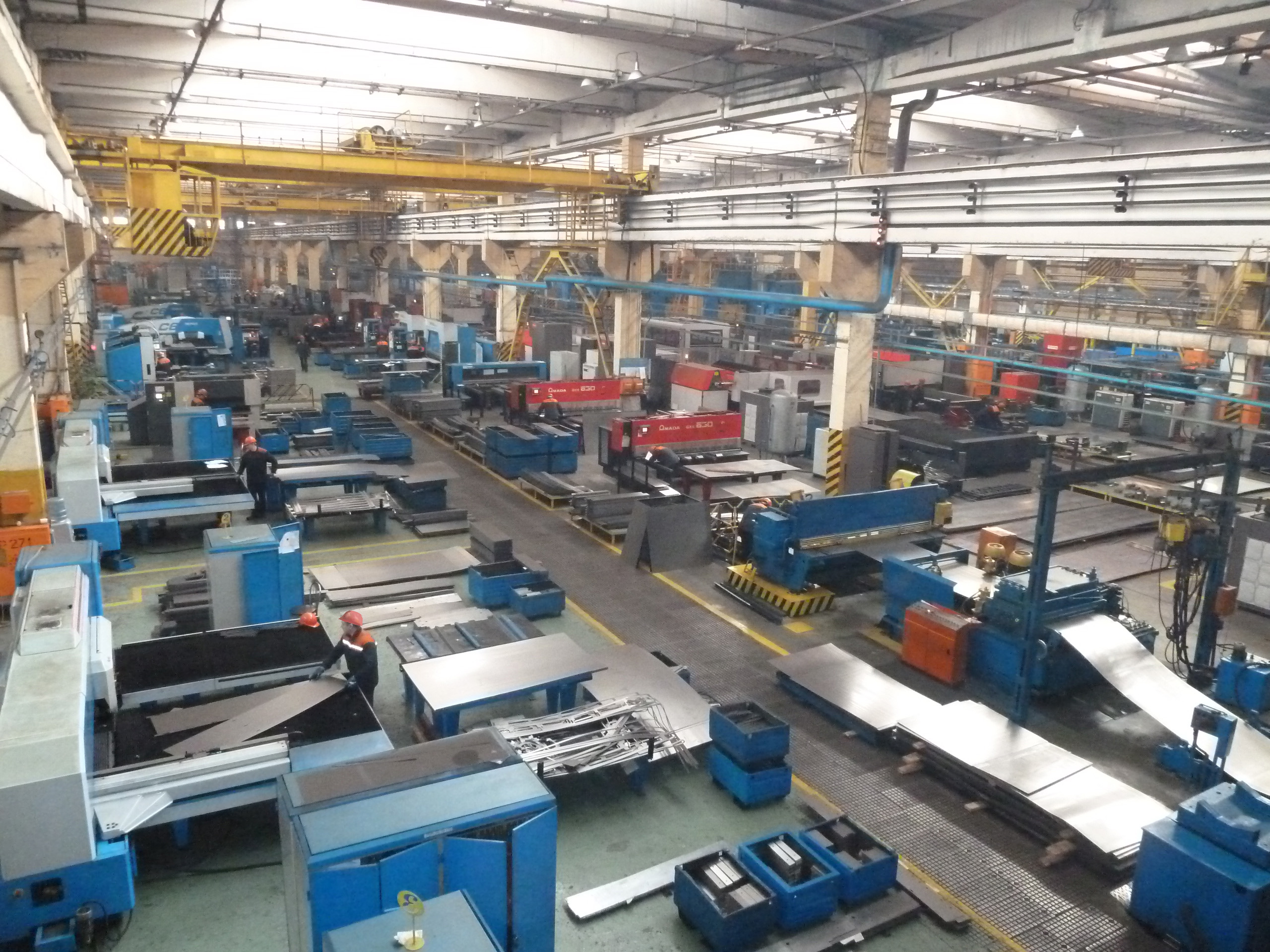
Цех металлоконструкций ОАО Могилевлифтмаш

Продукция включает в себя пассажирские, больничные и грузовые лифты (130 моделей) грузоподъёмностью от 100 до 6300 кг, а также различные нестандартные лифты. Кроме лифтов выпускаются платформы различного типа для физически ослабленных лиц, эскалаторы и траволаторы, строительные подъемники, измельчители мелколесья (мульчировщики), потребительские товары.

## История
Массовое жилищное строительство развернутое в СССР и в Белорусской ССР в 1960-е годы постоянно развивалось и совершенствовалось. Появлялись новые проекты домов как типовых серий, так и индивидуальных. В Минске и других городах с 1965 года началось строительство девятиэтажных, а позже и двенадцатиэтажных жилых домов. Согласно нормам такие подъезды таких домов в обязательном порядке оснащались лифтом. Однако производство лифтов не поспевало за возросшим спросом.
Завод был основан в 1966 году, первое название – Могилёвский лифтостроительный завод. В 1969 году завод освоил выпуск основных узлов пассажирских лифтов, а в 1970 году начал серийное производство лифтов
Продукция завода не только расходилась по Союзу, но и шла на экспорт.
До 1970 года завод входил в состав Всесоюзного треста по проектированию, производству, поставке и монтажу лифтов («Союзлифтмаш») Министерства строительного, дорожного и коммунального машиностроения СССР, в 1970 году передан в состав Всесоюзного производственно-технического объединения по проектированию, производству, поставке и монтажу лифтов, в 1975 году – в состав Всесоюзного промышленного объединения по производству лифтов «Союзлифтмаш». В 1981 году на базе завода образовано Могилёвское производственное объединение «Могилёвлифтмаш», которое в 1986 году передано в состав научно-производственного объединения по выпуску лифтов «Лифтмаш». В 1986 году преобразован обратно в Могилёвский лифтостроительный завод, в 1991 году передан в подчинение Государственного комитета по промышленности и межотраслевым производствам Республики Беларусь (с 1994 года – Министерство промышленности Республики Беларусь). В 2000 году завод преобразован в республиканское унитарное предприятие «Могилёвлифтмаш», в 2013 году преобразован в открытое акционерное общество «Могилевский завод лифтового машиностроения» (сокращённое название – ОАО «Могилёвлифтмаш»).
С 2014 года ОАО «Могилевлифтмаш» стало управляющей компанией холдинга «Могилевлифтмаш». В состав холдинга входят следующие предприятия: ОАО «Могилевлифтмаш» (г. Могилев); ОАО «Зенит» (г. Могилев);ОАО "Завод «Ветразь» (Витебская обл., Докшицкий район, г.п. Бегомоль). С 2018 года в состав холдинга вошёл завод «Электродвигатель»

## Показатели деятельности
В 2014 году предприятие продало 11 тысяч лифтов, в 2015 — 10 тысяч, в 2016 и 2017 — более 12 тысяч. Большинство продаж, а именно 66 %, приходится на Россию, 19,2 % — на Беларусь, 7,7 % — на Украину, 5,6 — на Казахстан. Остальные лифты были реализованы в Латвии, Литве, Азербайджане и других странах (данные на 2017 год).
В 2016 году компания стала лидером по продажам лифтов в России.
По итогам 2023 года выручка предприятия составила 623,1 млн руб., чистая прибыль – 59,4 млн руб. По состоянию на 1 января 2024 года 100% акций компании находятся в государственной (республиканской) собственности.

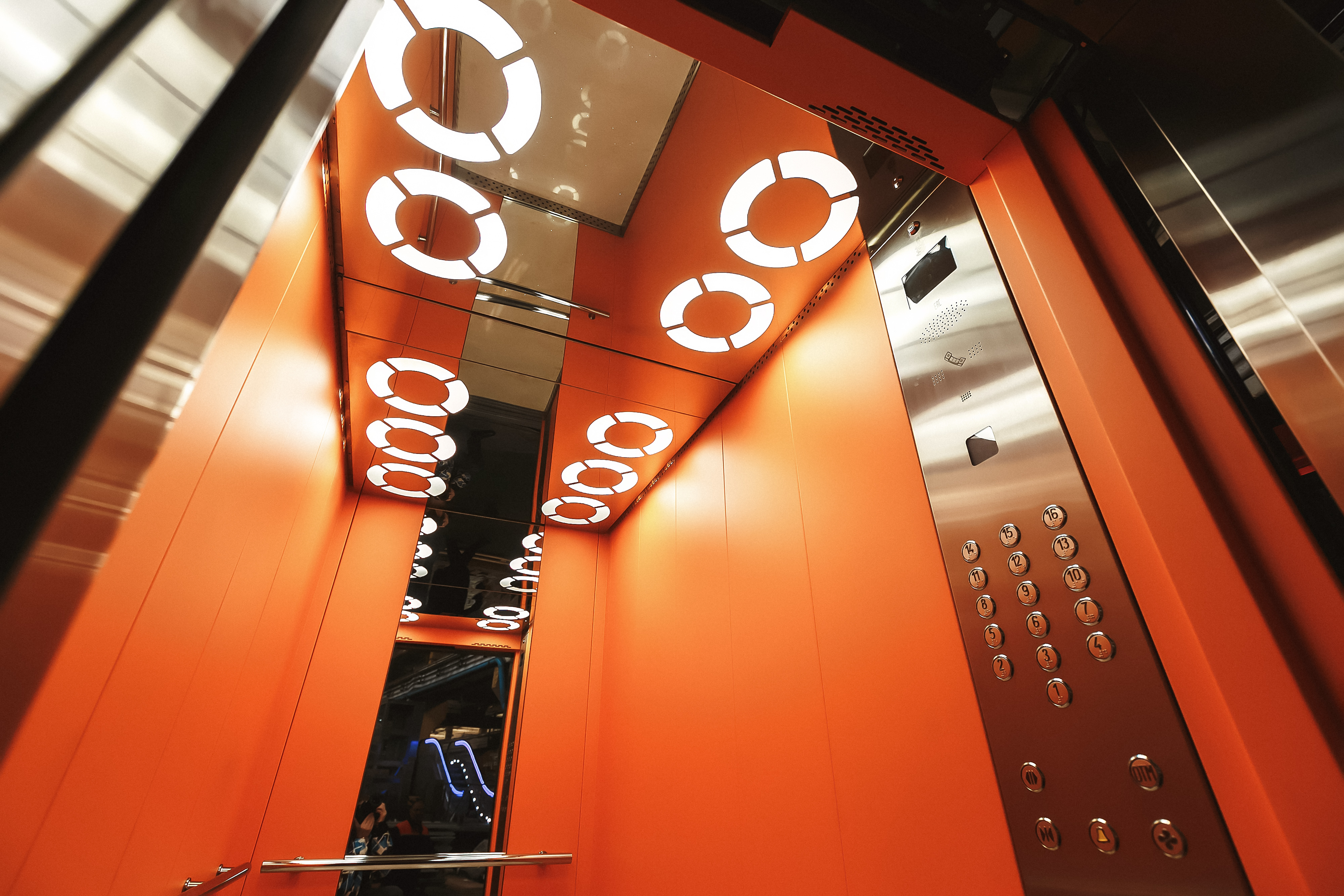
Пассажирский лифт производства ОАО Могилевлифтмаш
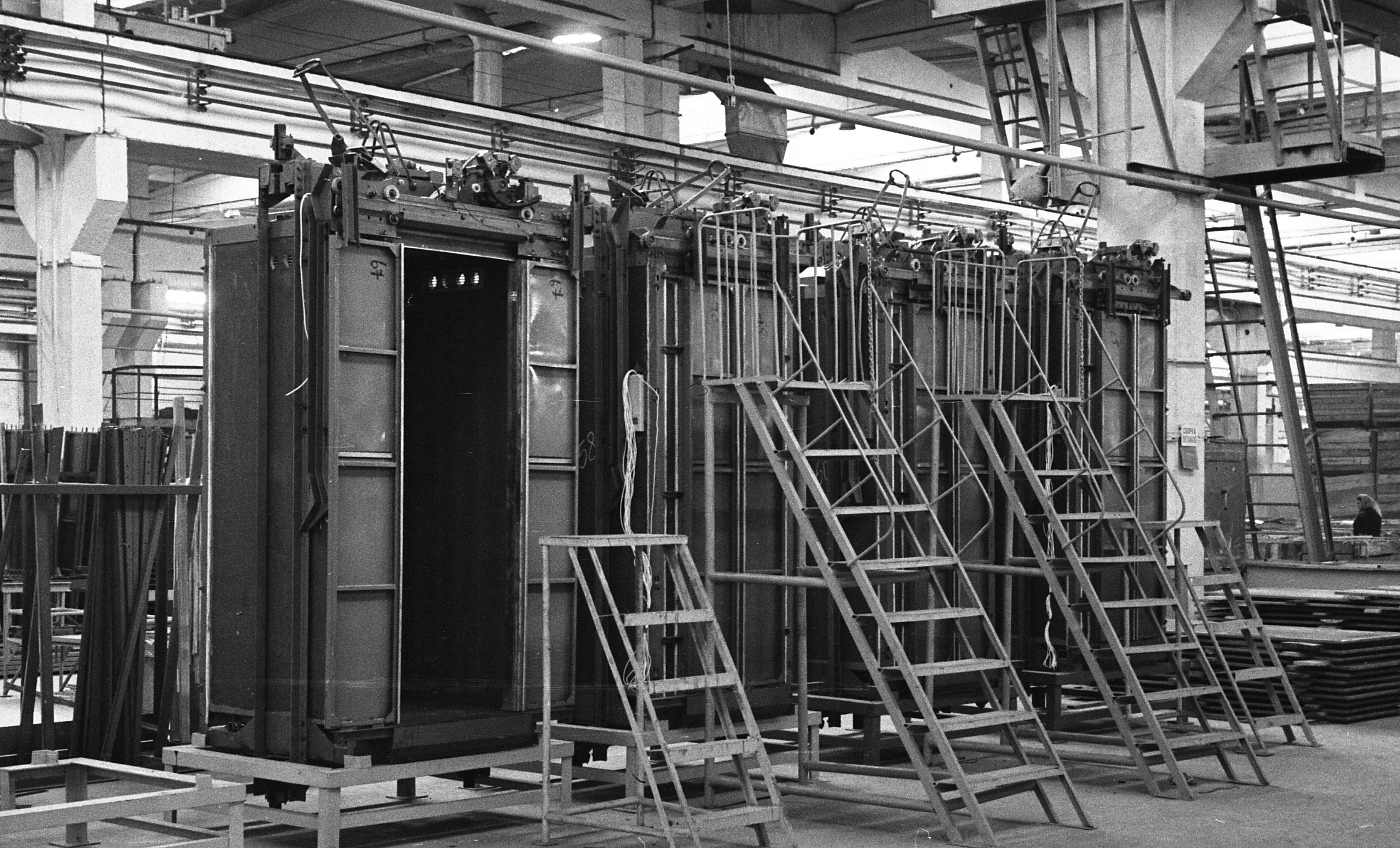
Первые лифты, выпущенные ОАО Могилевлифтмаш
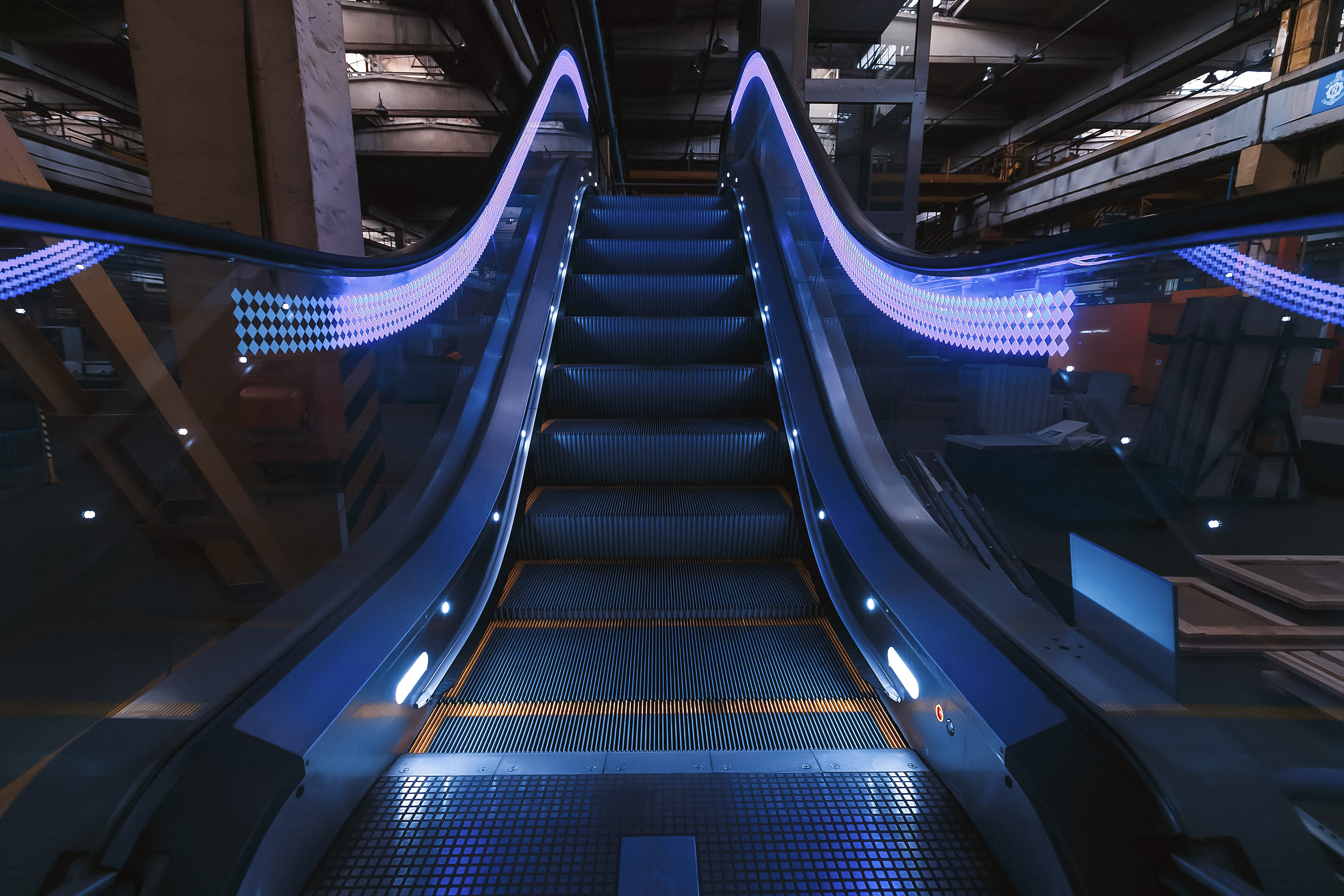
Первый эскалатор, выпущенный ОАО Могилевлифтмаш в 2017 году.
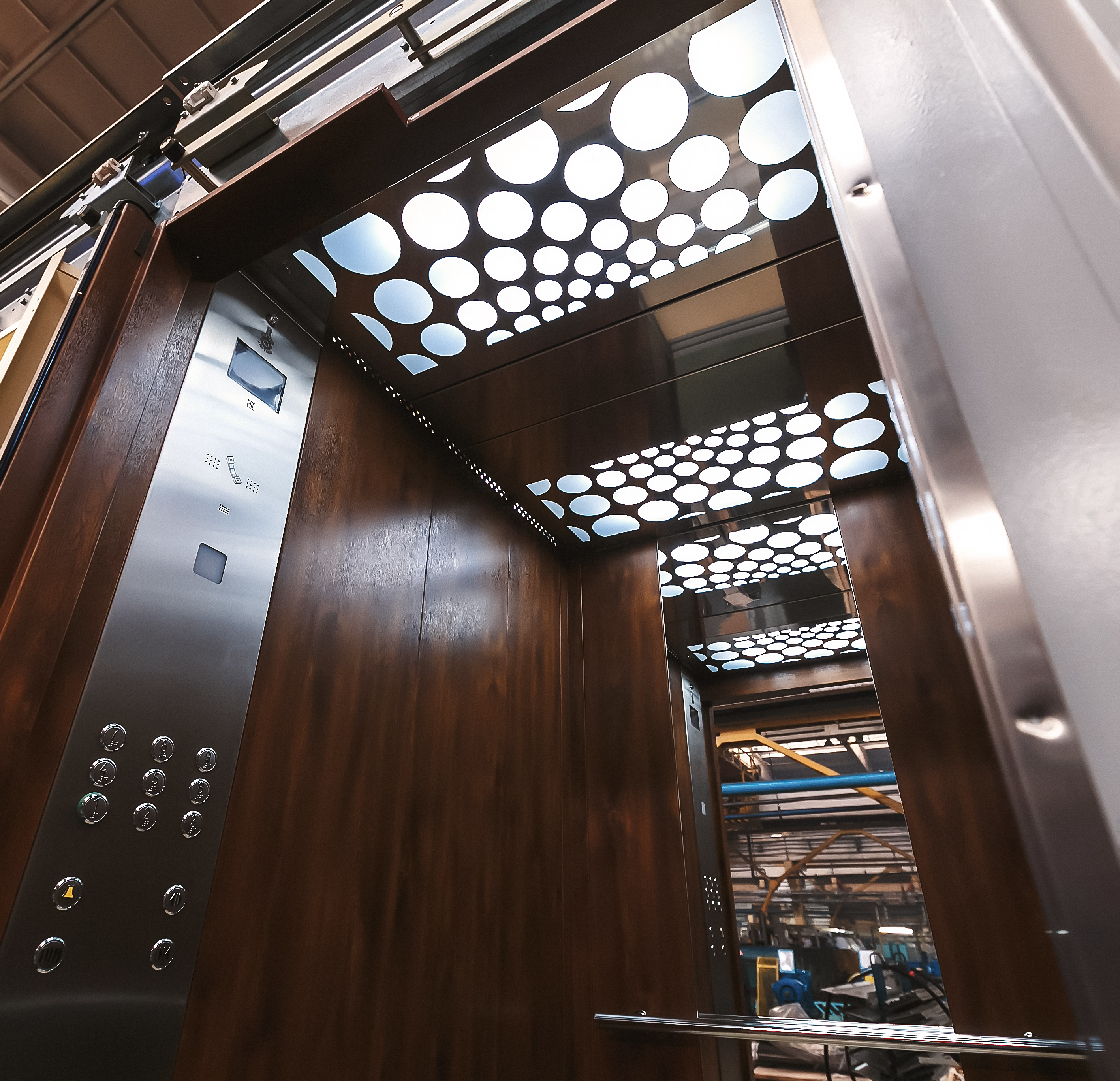
Пассажирский лифт Могилевлифтмаш